# Melissa Hurley
Pour les articles homonymes, voir Hurley.
Melissa Hurley est une danseuse et actrice américaine née le 21 juillet 1966 dans l'état de Vermont. Elle fait ses apparitions au cinéma les plus remarquées dans les films Running Man (1987), That Thing You Do! (1996) et Mr. & Mrs. Smith (2005).

## Vie privée
En 1987, Melissa Hurley rencontre David Bowie pendant les répétitions pour le Glass Spider Tour. Elle accompagne alors sur scène le chanteur Peter Frampton. Une liaison débute à la fin de la tournée entre la danseuse et Bowie lors de vacances en Australie. Le couple rompt pendant la tournée Sound + Vision, en 1990 après trois ans de vie commune, à l'instigation du chanteur conscient des problèmes posés par leur différence d'âge de 19 ans,. La chanson Amazing, dans l'album de Tin Machine est supposée dédiée par Bowie à Melissa Hurley.
Elle épouse le 12 février 1994 l'acteur américain Patrick Cassidy. Le couple a deux enfants, Cole Patrick et Jack Gordon.

## Filmographie
- 2005 : Mr. & Mrs. Smith : une danseuse
- 1998 : The Wonderful Ice Cream Suit : une danseuse
- 1997 : The Wonderful World of Disney (série) : une danseuse
- 1996 : That Thing You Do! : la danseuse du Wisconsin
- 1995 : Reba Live (vidéo) : une danseuse
- 1991 : For the Boys - Hier, aujourd'hui et pour toujours : une danseuse de show TV des années 1950
- 1991 : The Gambler Returns: The Luck of the Draw (téléfilm) : Susanne
- 1991 : Shakes the Clown
- 1991 : Mobsters : une danseuse
- 1991 : Matlock (série) : la danseuse principale
- 1990 : Tels pères, telle fille : une danseuse
- 1990 : Un pourri au paradis : Angela
- 1987 : Running Man : une danseuse
- 1987 : David Bowie: Time Will Crawl (vidéo) : une danseuse (non créditée)
- 1986 : Tall Tales & Legends (série) : une danseuse
- 1984-1986 : Fame (série) : une danseuse